# Zakhàrovo (Briansk)
|  | Per a altres significats, vegeu «Zakhàrovo». |

Zakhàrovo (en rus: Захарово) és un poble de l'óblast de Briansk, a Rússia, segons el cens del 2013 tenia 27 habitants. Pertany al districte de Komàritxi.